# Сибирский Совет народных комиссаров
Сибирский Совет народных комиссаров (Сибирский совнарком, Сибирский СНК) – исполнительный орган Общесибирского съезда Советов, созданный на II Общесибирском съезде Советов в феврале 1918 года, вскоре прекратил свою деятельность передав свои функции отделам Центросибири, был заново создан в августе 1918 года и прекратил свою работу 28 августа 1918 года решением конференции партийных, советских и военных работников на ст. Урульга.

## История
Согласно проекту организации Советской власти в Сибири, для проведения в жизнь постановлений съезда сибирских депутатов, касающихся одной из отраслей сибирской жизни пленарным заседанием съезда, избирается особый комиссар.  Этот особый комиссар может также отзываться и замещаться ЦИК Советов Сибири. Все подобные комиссары в целом составляют особую коллегию или Сибирский Совет народных комиссаров.
На пост комиссара может быть избран и не член съезда сибирских депутатов, а служащие комиссариата могут приглашаться комиссарами на работу только после утверждения этого решения отделом ЦИК.
Сибирский Совет народных комиссаров не реже одного раза в месяц дает отчет о своей деятельности Центросибири. Труд членов СНК Сибири оплачивается в установленной Центросибирью размере.
21 августа 1918 года Сибирский совнарком был восстановлен в Чите, семь его членов присутствовали на конференции партийных, советских и военных работников на ст. Урульга 28 августа того же года. Из протокола конференции:

 Прокофьев (член Центросибири) считает, что Сибирский Совет народных комиссаров «умер» в момент эвакуации, и стоит за передачу власти военным властям.
Единогласно принимается предложение считать Сибирский Совет народных комиссаров не существующим.
Бутин (председатель Забайкальского облисполкома) предлагает по этому поводу составить резолюцию. 
Против этого возражают Исаев и Гаврилов (член Центросибири): прошло время резолюций, составляющихся для самих себя. Надо экономить время.
Вынесение резолюции по поводу упразднения Сибирского Совета народных комиссаров. 

### Состав
27 февраля 1918 года В.И. Ленину было отправлено донесение об избирании и составе Сибирского совнаркома. 
В Сибирский совнарком вошло 11 большевиков и 4 левых эсера:
- Председатель СНК – Б.З. Шумяцкий
- Народные комиссары по военным делам – С.Г. Лазо, К.Г. Лопатин и Т.М. Стремберг
- Народный комиссар внутренних дел – Ф.М. Лыткин
- Народный комиссар иностранных дел – Г.С. Вейнбаум,
- Народный комиссар земельных дел – Д.Т. Тананайко,
- Народный комиссар просвещения – П.Ф. Парняков,
- Народный комиссар труда и промышленности – В.С. Прокопьев,
- Народный комиссар финансов – Я.Д. Янсон,
- Народный комиссар продовольствия – Н.И. Коростелев,
- Народный комиссар юстиции – И.С. Постоловский,
- Народный комиссар государственных имуществ – А.П. Лебедева,
- Народный комиссар государственного призрения – Л.А. Шепшелевич,
- Народный комиссар путей сообщения – представитель Главного железнодорожного комитета, почт и телеграфов – представитель почтово-телеграфных объединений, управляющий делами Совнаркома – М.А. Трилиссер.[4]

Затем его состав незначительно поменялся: народным комиссаром по иностранным делам вместо Г.С. Вейнбаума стал Я.Д. Янсон, народным комиссаром финансов был назначен Аркадий Иванов, народным комиссаром земледелия стал Щелок, во главе народного комиссариата путей сообщения стояла коллегия в составе В. Рябикова, К. Сухомлина и Никитина.
21 августа 1918 года Сибсовнарком был восстановлен в Чите. Его возглавил Николай Гаврилов, в его состав вошли девять человек, среди которых были Сергей Лазо, Иван Бутин, Николай Матвеев, Дмитрий Шилов. Но уже в конце августа в связи с восстанием чехословацкого корпуса Сибсовнарком покинул Читу. На конференции на станции Урульга 28 августа 1918 года Сибирский Совнарком был упразднён, было принято решение перейти от открытой борьбы к партизанской.